# Atomopteryx
Atomopteryx é um gênero de mariposa pertencente à família Crambidae.